# 千里達及托巴哥國徽
千里達及托巴哥國徽中央圖案為盾徽，呈山形分割。上部黑地，繪有兩隻金色蜂鳥。下部紅地，繪有哥倫布「發現」美洲時使用的三艘帆船。上下部加上中間的白邊是國旗的顏色。盾上方繪有頭盔、舵輪和棕樹。盾徽由美洲紅䴉和棕臀稚冠雉守護。下方的山巒代表了千里達島和多巴哥島。綬帶書有國家格言「我們一起追求，一起成就」。